# Platygaster orcus
Platygaster orcus är en stekelart som beskrevs av Walker 1836. Platygaster orcus ingår i släktet Platygaster och familjen gallmyggesteklar. Inga underarter finns listade i Catalogue of Life.